# Бипиннария

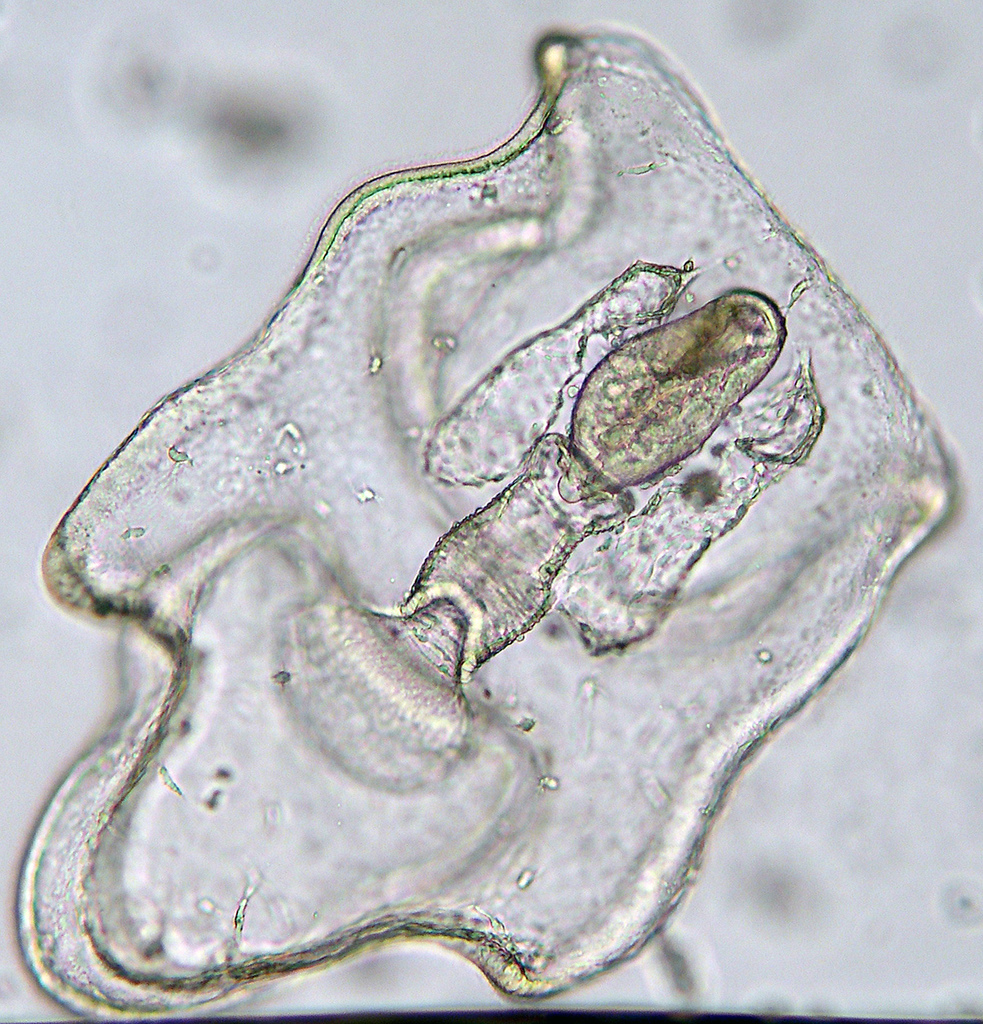
Бипиннария

Бипинна́рия (лат. Bipinnaria, от би- и лат. pinna — перо, султан, плавник) — ранняя фаза развития морской звезды, свободноплавающая личинка с симметричным телом, ресничками по сторонам в виде двух шнуров и разрезнным хвостовым плавником сзади. Стадии развития морской звезды зависят от конкретного вида и условий окружающей среды. Бипиннария развивается из цепочки бластула — гаструла — диплеурула. Бипиннария не превращается в морскую звезду, но морская звезда развивается внутри неё (или следующей стадии, брахиолярии), причём только пищеварительный канал бипиннарии входит в состав тела звезды, а прочие органы развиваются вновь. Развившаяся морская звезда разрывает стенки тела бипиннарии и выходит наружу. Морфология бипиллярии близка к морфологии кишечнодышащих, погонофор и других беспозвоночных, так что до подробного изучения размножения морских звёзд бипиннария считалась самостоятельным видом животного-червя. Это сходство подтверждает происхождение от общего предка.